# Marlierea biptera
Marlierea biptera är en myrtenväxtart som beskrevs av Gerda Jane Hillegonda Amshoff. Marlierea biptera ingår i släktet Marlierea och familjen myrtenväxter. Inga underarter finns listade i Catalogue of Life.